# Fettanzug
Ein Fettanzug, auch (englisch) Fatsuit [ˈfætsuːt], ist eine Art Anzug, der mit Schaumstoff, Kunststoffgranulat oder ähnlichem gefüllt ist, um beispielsweise einen Schauspieler bei Film und Theater dicker aussehen zu lassen.
Die Typen reichen von einfachen Anzügen, die mit einer Art Watte gefüttert sind, über komplexere Modelle mit einer Art Granulat mit realistischen Bewegungen bis hin zu extrem aufwendigen Modellen, bei denen die Haut nachgebildet ist, sodass sie auch ohne Kleidung gezeigt werden können. Letzteres kam beispielsweise in den Musikvideos „Keine Lust“ von Rammstein oder „3½ Minuten“ von Dendemann zum Einsatz.

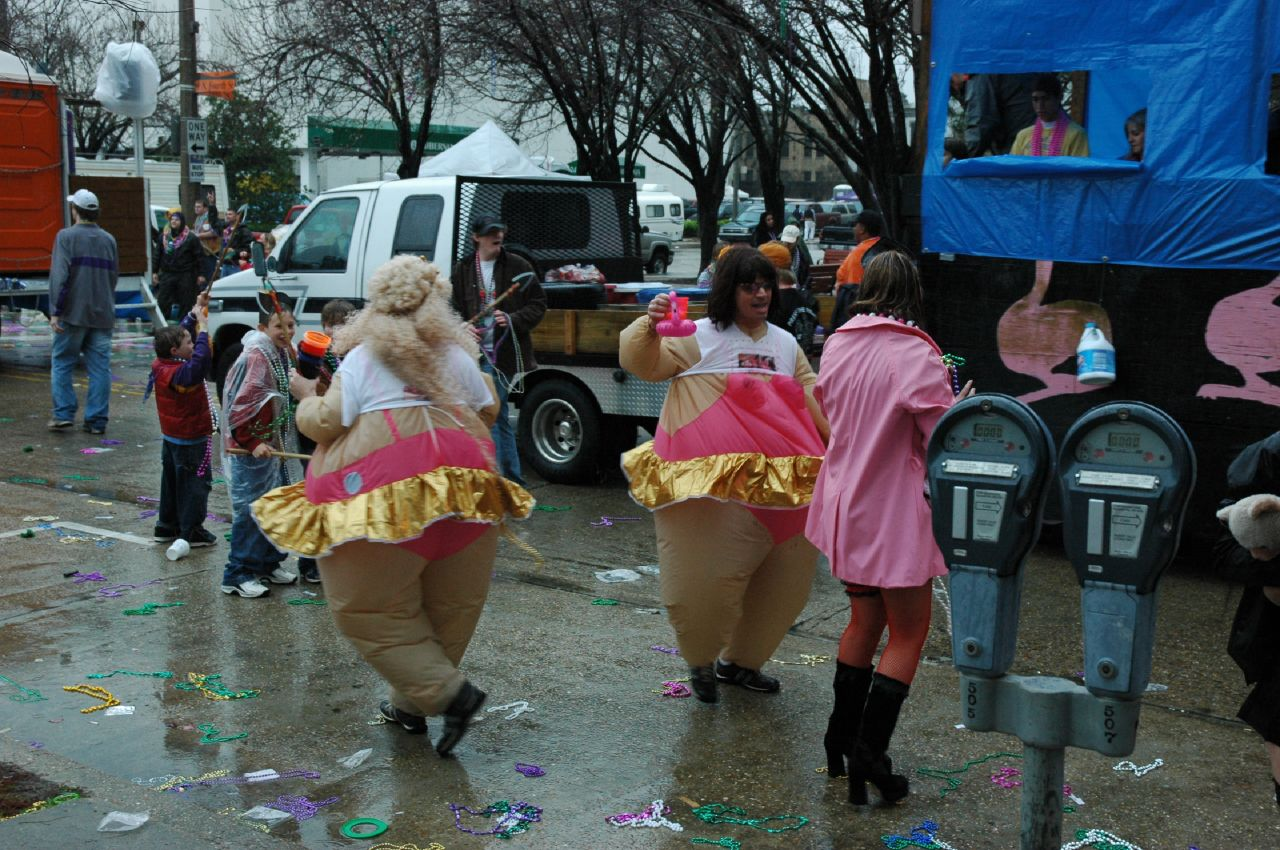
Feiernde in Fettanzügen beim Mardi Gras in Baton Rouge, Louisiana

Einfache Modelle trugen, weil keine Anpassung vom Maskenbildner erforderlich ist, unter anderem Cordula Stratmann in der Sendung Schillerstraße, weil ihre Schwangerschaft für die Rolle kaschiert werden sollte, sowie Alexandra Neldel in Verliebt in Berlin, weil die Schauspielerin unscheinbar und dick wirken sollte. 
In dem Film Mrs. Doubtfire – Das stachelige Kindermädchen ist zu sehen, wie sich der Hauptdarsteller Robin Williams einen solchen Anzug anpassen lässt, um die Betreuung seiner Kinder in der Rolle einer sechzigjährigen Haushälterin zu übernehmen. In der Musikfilmkomödie Hairspray spielt John Travolta eine übergewichtige Frau, für deren Darstellung er bei den Dreharbeiten einen 15 Kilogramm schweren Fettanzug tragen musste.
Weil er nach Harry Potter und der Orden des Phönix fast die Hälfte seines vorherigen Gewichtes verloren hatte, musste Harry Melling, der Harrys Cousin Dudley Dursley verkörperte, für Harry Potter und die Heiligtümer des Todes: Teil 1  einen Fettanzug tragen, damit er der fettleibigen Figur aus den Romanen möglichst ähnlich war.
Gwyneth Paltrow hat in der Hauptrolle der Komödie Schwer verliebt an der Seite von Jack Black einen Fettanzug getragen.
Um sich in die 150 Kilogramm schwere Rosy zu verwandeln, musste sich die zierliche Gwyneth Paltrow einer vierstündigen Prozedur beim Maskenbildner unterziehen. Während der Dreharbeiten machte sie eine interessante Selbsterfahrung: Als sie in einer Drehpause inkognito in ihrem Kostüm durch die Hotel-Lobby ging, fand sie es faszinierend, dass sie trotz ihrer imposanten Erscheinung nicht mehr wahrgenommen wurde und sich jeder von ihr abwendete.
Über Brendan Fraser in The Whale schreibt Programmkino.de: „Anders als bei den üblichen Fat-Suits funktioniert die Illusion hier perfekt bis in die Äderchen.“